# Михайлицький Олександр Анатолійович
Олекса́ндр Анато́лійович Михайлицький (15 травня 1972, селище Батагай, Якутія (Російська Федерація)) — скульптор, представник реалістичного напряму в українському мистецтві початку XXI сторіччя.

## Навчання

Меморіальна дошка Євгену Коновальцю в Києві

В 1992 році закінчив Одеське державне художнє училище імені М. Б. Грекова, а в 1997 році — факультет скульптури Української академії мистецтв.
2000 р. — асистентура-стажування в Національній академії мистецтв України. Педагог з фаху — Володимир Чепелик.

## Діяльність
З 1997 року працює викладачем кафедри малюнка в академії.
Головні ідеї та принципи роботи: синтезування елементів декоративного, традиційного мистецтва з реалістичними образами через експериментальне мікшування фактур та кольорів.
Член Національної спілки художників України (2000).

Пам'ятник Миколі Терещенку в Києві роботи О.Михайлицького, відкритий у 2009 році

Живе та працює в Києві.

## Нагороди
- Мистецька премія імені С. Шишка «Київ» в галузі образотворчого мистецтва (2004 р.);
- Грант Президента України молодим митцям (1999 р.)
- III премія Всеукраїнська триєнале скульптури (2014)[2]

## Твори
- «Перевтілення» (1996),
- «Пробудження» (1997),
- проект памятника О. Богомазову (2000).
- Пам'ятник Миколі Терещенку встановлено на території Науково-практичного центру дитячої кардіології та кардіохірургії (на фото)[3]
- Меморіальна дошка Євгену Коновальцю в Києві

Роботи О.Михайлицького [Архівовано 2 лютого 2017 у Wayback Machine.]

## Виставки
- бієнале «Від Трипілля до сьогодення» (2010,2012 рр.)
- триєнале «Скульптура», м. Київ (1990 р., 2005 р.)
- «200 імен», виставка декоративного мистецтва України, Київ, (2002 р.)
- персональні виставки, галерея «Ірена», Київ (1995 р.,2004 р.)[4].